# Sacré (roman)
Sacré  (titre original : Sacred) est un roman policier de l'écrivain américain Dennis Lehane paru en 1997 aux États-Unis. C'est le troisième titre mettant en scène le couple de détectives Patrick Kenzie et Angela Gennaro.
Traduit par Isabelle Maillet, le roman paraît en français chez Payot & Rivages, dans la collection Rivages/Thriller, en 2000,.

## Résumé
Patrick Kenzie et Angela Gennaro commencent cette fois par être kidnappés par Trevor Stone, un client milliardaire pour le moins étrange et déterminé à ce qu'ils acceptent son offre. Les deux détectives se lancent alors sur la trace de la fille disparue du milliardaire. L'enquête ne tarde pas à les conduire jusqu'à Tampa, en Floride, et ne manque pas d'apporter son lot de cadavres.